# Campionat del Món d'hoquei sobre patins masculí
El Campionat del Món A d'hoquei patins és una competició mundial de seleccions nacionals d'hoquei sobre patins, creat l'any 1936. De caràcter bianual, va estar organitzada per la Federació Internacional de Patinatge fins al 2015. Des del 2017 està organitzat pel World Skate i forma part de les competicions celebrades al Jocs Mundials de Patinatge

## Història

### Primera època: Mundial conjunt al Campionat d'Europa (1936-1956)
Les seleccions nacionals d'Anglaterra, França, Alemanya i Suïssa, creadores l'any 1924 de la Federació Internacional de Patinatge sobre Rodes, junt a les posteriorment incorporades Itàlia i Bèlgica, comencen a disputar a partir de 1926 i de forma anual un Campionat d'Europa, al que al 1929 s'incorpora Portugal. Després de vuit edicions, l'any 1936 se li dona a aquest campionat el doble rang de "mundiañ" i "europeu", malgrat que tots els seus set participants fossin europeus.
A partir de 1947 s'incorpora la participació d'Espanya, de 1948 Països Baixos, de 1951 Dinamarca i Irlanda, de 1954 Noruega i de 1955 Iugoslàvia. No serà fins a la quarta edició, de 1948, que hi participa per primera vegada una selecció no europea, Egipte. Per altra banda, no serà fins a la novena edició, la de 1953, que ho farà per primer cop una selecció americana, Brasil, al aque segueixen al 1954 Xile i Uruguai.
No serà fins a l'edició de 1954, quan participen per primera vegada 15 seleccions, que es decideix desvincular el Campionat d'Europa del Campionat Mundial a partir del campionat de 1956.
En aquesta primera època, la selecció d'Anglaterra guanyà les dues primeres edicions, però a partir d'aleshores la competició ha estat dominada per les seleccions de Portugal i Espanya, aquesta darrera formada íntegrament per jugadors catalans la majoria d'edicions.

### Segona època: Campionat Mundial únic (1958-1982)
A partir de la 13a edició de 1958 es comença a disputar un Campionat Mundial cada 2 anys de forma separada al Campionat d'Europa. A partir de 1960 s'incorpora la participació de la selecció d'Argentina, la qual en aquella mateixa edició finalitza tercera classificada, esdevenint la primera selecció no europea en aconseguir finalitzar entre els quatre primers.
L'any 1964 participa per primera vegada un equip asiàtic, Japó, mentre que al 1966 ho fa per primera vegada una selecció americana del nord: els Estats Units d'Amèrica. L'any 1968 ho fa per primera vegada una selecció d'Oceania: Nova Zelanda.
Es mantè el domini aclaparador d'Espanya i Portugal, si bé Argentina esdevé la primera selecció no europea en guanyar el Campionat Mundial l'any 1978.

### Tercera època: Mundial A i Mundial B (1984-2015)
A partir de las 26a edició de 1984, el Campionat queda dividit en dos nivells, el Mundial A i el Mundial B, vinculats entre si per un sistema d'ascensos i descensos, de forma que els 3 últims classificats del Mundial A passin a disputar a la següent edició el Mundial B, mentre que els tres primers classificats del Mundial B passin a la següent edició a disputar el Mundial A.
Ambdues competicions es disputen cada dos anys de forma alternada, és a dir, l'any 2004 es disputà un campionat del món B i els equips ascendits disputaren el campionat del món A l'any següent (en aquest cas el 2005). L'any 2006, es disputà de nou el campionat del món B. El campionat del món A és disputat per 16 equips.
L'hegemonia en quant a títols segueix sent per Espanya i Portugal, tot i que Argentina i Itàlia també aconsegueixen diversos campionats. L'any 2011 per primera vegada una selecció africana finalitza entre les quatre primeres classificades: Moçambic.

### Quarta època: Jocs Mundials de Patinatge (2017-actualitat)
A partir de l'edició de 2017, el Campionat Mundial d'hoquei sobre patins queda integrat dins dels Jocs Mundials de Patinatge, oficialment conegut com a World Skate Games, una competició dels campionats mundials, en categoria absoluta, tant masculina com femenina, de les diferents modalitats del patinatge sobre rodes.
Paral·lelament, el Mundial B despareix i en substitució sorgeixen, dins de la celebració del propi Campionat Mundial, la disputa de la Copa FIRS i la Copa Confederacions.
La Copa FIRS es disputa entre les seleccions classificades entre eñ 9è i 16è lloc del Mundial anterior. Els guanyadors de cada grup s'incorporen als quarts de final Campionat Mundial, mentre que la resta disputen aquest trofeu. Per altra banda, la Copa Confederacions, es disputa amb les seleccions per sota del 16è lloc del darrer Mundial, els guanyadors de cada grup es sumen a la disputa del 5à al 8è lloc del Mundial, mentre que la resta disputen aquest trofeu.

## Historial
| En negreta = Selecció campiona (prò.) = Pròrroga |

| I       | 1936 | Anglaterra | Lligueta      | Itàlia        | Portugal  | Lligueta      | Suïssa              | Stuttgart           |                  |
| II      | 1939 | Anglaterra | Lligueta      | Itàlia        | Portugal  | Lligueta      | Bèlgica             | Montreux            |                  |
| III     | 1947 | Portugal   | Lligueta      | Bèlgica       | Espanya   | Lligueta      | Itàlia              | Lisboa              |                  |
| IV      | 1948 | Portugal   | Lligueta      | Anglaterra    | Itàlia    | Lligueta      | Espanya             | Montreux            |                  |
| V       | 1949 | Portugal   | Lligueta      | Espanya       | Itàlia    | Lligueta      | Bèlgica             | Lisboa              |                  |
| VI      | 1950 | Portugal   | Lligueta      | Itàlia        | Suïssa    | Lligueta      | Espanya             | Milà                | [ Nota 2 ] [ 2 ] |
| VII     | 1951 | Espanya    | Lligueta      | Portugal      | Itàlia    | Lligueta      | Bèlgica             | Barcelona           |                  |
| VIII    | 1952 | Portugal   | Lligueta      | Itàlia        | Espanya   | Lligueta      | Bèlgica             | Porto               |                  |
| IX      | 1953 | Itàlia     | Lligueta      | Portugal      | Espanya   | Lligueta      | Suïssa              | Ginebra             |                  |
| X       | 1954 | Espanya    | Lligueta      | Portugal      | Itàlia    | Lligueta      | Bèlgica             | Barcelona           |                  |
| XI      | 1955 | Espanya    | Lligueta      | Itàlia        | Portugal  | Lligueta      | Suïssa              | Milà                |                  |
| XII     | 1956 | Portugal   | Lligueta      | Espanya       | Itàlia    | Lligueta      | Alemanya Occidental | Porto               |                  |
| XIII    | 1958 | Portugal   | Lligueta      | Espanya       | Itàlia    | Lligueta      | Països Baixos       | Porto               |                  |
| XIV     | 1960 | Portugal   | Lligueta      | Espanya       | Argentina | Lligueta      | Itàlia              | Madrid              |                  |
| XV      | 1962 | Portugal   | Lligueta      | Itàlia        | Espanya   | Lligueta      | Suïssa              | Santiago de Xile    |                  |
| XVI     | 1964 | Espanya    | Lligueta      | Portugal      | Itàlia    | Lligueta      | Argentina           | Barcelona           |                  |
| XVII    | 1966 | Espanya    | Lligueta      | Portugal      | Argentina | Lligueta      | Itàlia              | São Paulo           |                  |
| XVIII   | 1968 | Portugal   | Lligueta      | Espanya       | Argentina | Lligueta      | Itàlia              | Porto               |                  |
| XIX     | 1970 | Espanya    | Lligueta      | Portugal      | Itàlia    | Lligueta      | Argentina           | San Juan            |                  |
| XX      | 1972 | Espanya    | Lligueta      | Portugal      | Argentina | Lligueta      | Alemanya Occidental | La Corunya          |                  |
| XXI     | 1974 | Portugal   | Lligueta      | Espanya       | Argentina | Lligueta      | Alemanya Occidental | Lisboa              |                  |
| XXII    | 1976 | Espanya    | Lligueta      | Argentina     | Portugal  | Lligueta      | Alemanya Occidental | Oviedo              |                  |
| XXIII   | 1978 | Argentina  | Lligueta      | Espanya       | Portugal  | Lligueta      | Alemanya Occidental | San Juan            |                  |
| XXIV    | 1980 | Espanya    | Lligueta      | Argentina     | Portugal  | Lligueta      | Xile                | Talcahuano          |                  |
| XXV     | 1982 | Portugal   | Lligueta      | Espanya       | Argentina | Lligueta      | Xile                | Barcelos/Oporto     |                  |
| XXVI    | 1984 | Argentina  | Lligueta      | Espanya       | Portugal  | Lligueta      | Itàlia              | Novara              |                  |
| XXVII   | 1986 | Itàlia     | Lligueta      | Espanya       | Portugal  | Lligueta      | Argentina           | Sertãozinho         |                  |
| XXVIII  | 1988 | Itàlia     | Lligueta      | Espanya       | Portugal  | Lligueta      | Argentina           | La Corunya          |                  |
| XXIX    | 1989 | Espanya    | 2–1           | Portugal      | Itàlia    | 11–2          | Xile                | San Juan            |                  |
| XXX     | 1991 | Portugal   | 7–0           | Països Baixos | Argentina | 6–0           | Brasil              | Braga/Porto         |                  |
| XXXI    | 1993 | Portugal   | 3–1           | Itàlia        | Argentina | 3–2           | Espanya             | Bassano/Lodi/Sesto  |                  |
| XXXII   | 1995 | Argentina  | 5–1           | Portugal      | Espanya   | 2–0           | Brasil              | Recife              |                  |
| XXXIII  | 1997 | Itàlia     | 5–0           | Argentina     | Espanya   | 3–1           | Portugal            | Wuppertal           |                  |
| XXXIV   | 1999 | Argentina  | 1–0           | Espanya       | Portugal  | 5–4           | Itàlia              | Reus                |                  |
| XXXV    | 2001 | Espanya    | 2–2 (3-2, p.) | Argentina     | Itàlia    | 5–3           | Portugal            | San Juan            |                  |
| XXXVI   | 2003 | Portugal   | 0–0 (1-0, p.) | Itàlia        | Espanya   | 3–1           | Argentina           | Oliveira de Azeméis |                  |
| XXXVII  | 2005 | Espanya    | 2–1           | Argentina     | Portugal  | 4–3           | Itàlia              | San José            | [ 3 ]            |
| XXXVIII | 2007 | Espanya    | 8–1           | Suïssa        | Argentina | 3–2           | Itàlia              | Montreux            |                  |
| XXXIX   | 2009 | Espanya    | 3–1           | Argentina     | Portugal  | 8–3           | Brasil              | Vigo/Pontevedra     |                  |
| XL      | 2011 | Espanya    | 5–4           | Argentina     | Portugal  | 9–2           | Moçambic            | San Juan            |                  |
| XLI     | 2013 | Espanya    | 4–3           | Argentina     | Portugal  | 10–3          | Xile                | Luanda              |                  |
| XLII    | 2015 | Argentina  | 6–1           | Espanya       | Portugal  | 7–3           | Alemanya            | La Roche-sur-Yon    |                  |
| XLIII   | 2017 | Espanya    | 3–3 (2-1, p.) | Portugal      | Argentina | 4–2           | Itàlia              | Nanjing             |                  |
| XLIV    | 2019 | Portugal   | 0–0 (2-1, p.) | Argentina     | Espanya   | 5–0           | França              | Barcelona           |                  |
| XLV     | 2022 | Argentina  | 4–2           | Portugal      | França    | 5–5 (3-2, p.) | Itàlia              | San Juan            |                  |
| XLVI    | 2024 | Espanya    | 2–1           | Argentina     | Itàlia    | 3–2           | Portugal            | Novara              |                  |

## Palmarès
Les seleccions de Portugal i d'Espanya sempre han arribat a les semifinals en totes les edicions en les que han participat, tret d'una ocasió per a Portugal (2007) i dues ocasions per a Espanya (1991 i 2022).
| # | Selecció nacional | Medalla d'or | Medalla d'argent | Medalla de bronze | Total |
| 1 | Espanya           | 18           | 12               | 8                 | 38    |
| 2 | Portugal          | 16           | 11               | 16                | 43    |
| 3 | Argentina         | 6            | 10               | 10                | 26    |
| 4 | Itàlia            | 4            | 9                | 11                | 24    |
| 5 | Anglaterra        | 2            | 1                | 0                 | 3     |
| 6 | Suïssa            | 0            | 1                | 1                 | 2     |
| 7 | Bèlgica           | 0            | 1                | 0                 | 1     |
| 7 | Països Baixos     | 0            | 1                | 0                 | 1     |
| 9 | França            | 0            | 0                | 1                 | 1     |

## Copa FIRS
| Edició | Any  | Campió   | Res. | Subcampió  | 3r classificat | Res. | 4t classificat | Seu                  |
| ------ | ---- | -------- | ---- | ---------- | -------------- | ---- | -------------- | -------------------- |
| I      | 2017 | França   | 6-4  | Alemanya   | Països Baixos  | 5-3  | Àustria        | Nanjing, Xina        |
| II     | 2019 | Moçambic | 4-3  | Andorra    | Suïssa         | 7-4  | Alemanya       | Barcelona, Catalunya |
| III    | 2022 | Colòmbia | 7-4  | Moçambic   | Andorra        | 3-2  | Suïssa         | San Juan, Argentina  |
| IV     | 2024 | Xile     | 8-4  | Anglaterra | Colòmbia       | 6-1  | Estats Units   | Novara, Itàlia       |

## Copa Confederacions
| Edició | Any  | Campió        | Res.  | Subcampió | 3r classificat | Res.  | 4t classificat | Seu                  |
| ------ | ---- | ------------- | ----- | --------- | -------------- | ----- | -------------- | -------------------- |
| I      | 2017 | Israel        | Llig. | Índia     | Japó           | Llig. | Austràlia      | Nanjing, Xina        |
| II     | 2019 | Països Baixos | 8-0   | Bèlgica   | Uruguai        | 4-0   | Índia          | Barcelona, Catalunya |
| III    | 2022 | Estats Units  | 4-2   | Uruguai   | Egipte         | 2-0   | Sud-àfrica     | San Juan, Argentina  |
| IV     | 2024 | Àustria       | 7-3   | Uruguai   | Països Baixos  | 9-6   | Israel         | Novara, Itàlia       |